# Съсекс (окръг, Ню Джърси)
Окръг Съсекс (на английски: Sussex County) е окръг в щата Ню Джърси, Съединени американски щати. Площта му е 1388 km², а населението – 142 522 души (2016). Административен център е град Нютън.